# Centaurea magistrorum
Centaurea magistrorum — вид квіткових рослин айстрових (Asteraceae). Ендемік Сардинії.
Єдина природна популяція розташована в Монте Луас і складається з ≈ 90–100 репродуктивних рослин.
Це дерев'янистий напівкущик із прямовисними або злегка розпростертими гілками. Однорічні стебла 20–30 см, з лінійними голими смугами, що чергуються з шерстисто-запушеними смугами. Листки сіро-зелені прості (лінійні або лопатчасті) або складні або неправильно непарноперисті. Квітки білі або злегка рожеві 3–5 мм. Сім'янки чорно-блискучі із зеленуватими відблисками (3)3,2 × 1–1,3 мм, слабоволосисті; папус із простими волосками, 0,4–1,2 мм завдовжки.